# جنگل ملی پایک
جنگل ملی پایک (به انگلیسی: Pike National Forest) یک جنگل ملی در آمریکا است.
مساحت این جنگل ۴۴۷۸ کیلومتر مربع است و در ایالت کلرادو گسترده است.